# 火星のモノリス
火星のモノリス（かせいのものりす）とは、火星の表面に存在する、長方形のように見える巨礫である。

## 概要
火星のモノリスとされるものが写っていたのは、火星の上空を周回しているNASAの火星探査機マーズ・リコネッサンス・オービターに搭載されているカメラHiRISEによって2008年7月24日に撮影されたPSP_009342_1725というファイル名の画像である。場所は南緯7度13分52秒 東経267度21分00秒 / 南緯7.231度 東経267.350度の地点である。問題の物体は2009年頃に発見され、その形状と影の関係から、火星表面に立つ長方形の物体として取り上げられた。そしてこの物体の形状が、アーサー・C・クラークとスタンリー・キューブリックのSF作品『2001年宇宙の旅』シリーズに登場する謎の物体である「モノリス」に似ていることから、この岩は通称として火星のモノリスと呼ばれるようになった。

## 正体
火星に存在する人工物のように見える物体ゆえ、かつて1976年にバイキング1号によって撮影された人面のように見える岩と同じように、火星人が作った遺物であるという話も一部であがった。しかし、そのようなオカルト的な説を除けば、NASAの火星ミッションに関わっているジョナサン・ヒル (Jonathon Hill) によると、火星のモノリスは以下のような理由で説明されるという。
火星のモノリスとされるものが写っている画像は、マーズ・リコネッサンス・オービターが上空263.9kmの高さから撮影した画像である。この高さから撮影した場合の解像度は1ピクセルあたり26.4cmである。この解像度の場合、やや縦長な楕円の形状を持つ、約5mの大きさの巨礫を撮影すると、曲線の部分がぼかされ、まるで直線で構成された長方形型に見える。また、まるで岩が立っているように見えるような影も、撮影されたのが火星時間で15時27分と夕方であり、太陽の高度が低かったため影が長く伸びたに過ぎないとされている。すなわち火星のモノリスは、「モノリス」の語源であるラテン語の「ひとつの岩」に過ぎないという。
モノリスは崖の下の近くにあり、周辺には多数の岩が点在している。モノリスは他の岩と同じく、崖の上から転落した岩の1つである可能性がある。ヒルは、自身がモノリスを立てるとするならば、その場所は最後の候補になるだろうと述べている。なぜならば、崖の上にモノリスを立てたとしても、地質学的な時間のうちに崖から転落し、そして砂に埋もれてしまって見えなくなるからだ。